# Obora Soutok

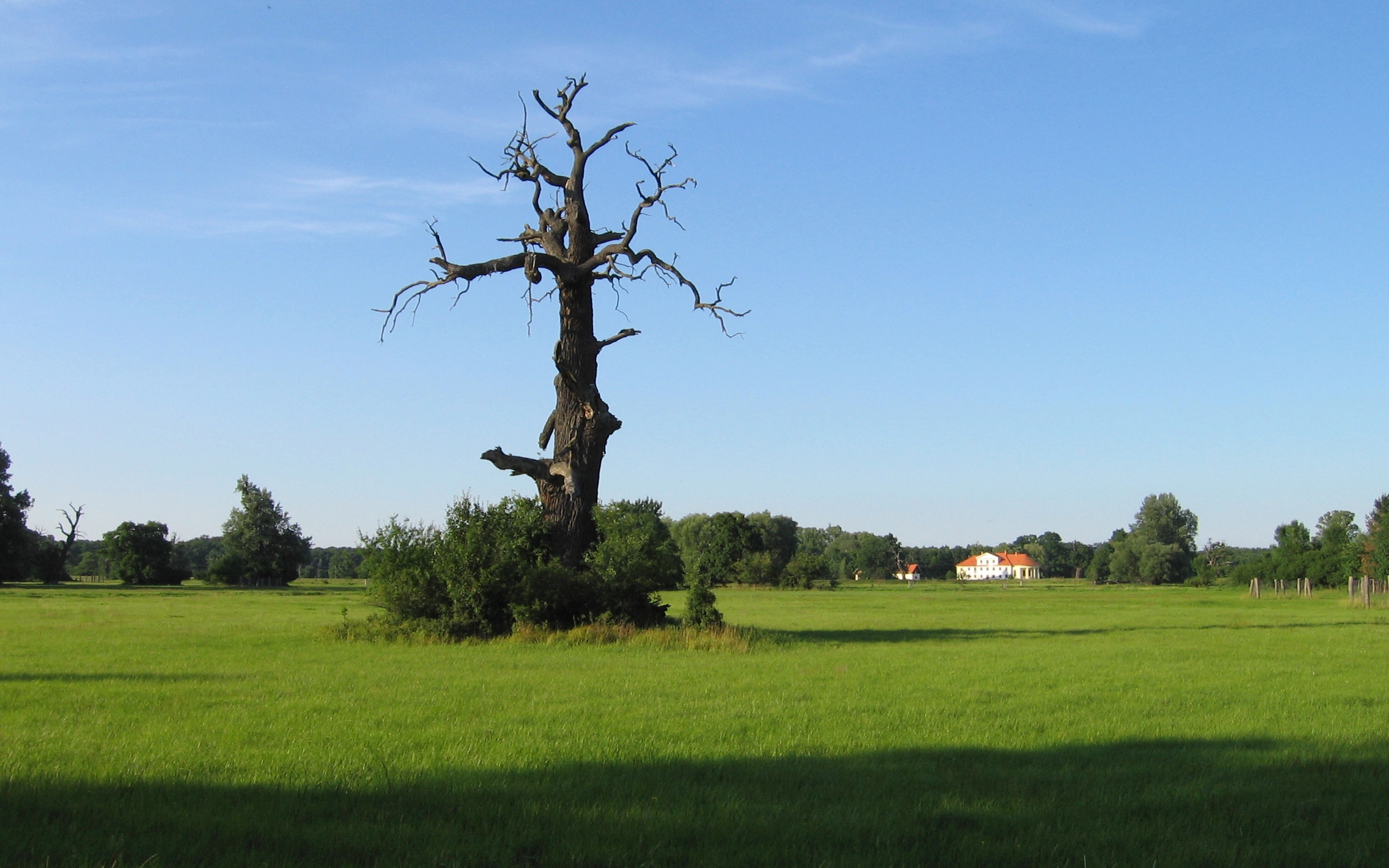
Suchý kmen dubu u zámečku Lány

Obora Soutok je největší obora v České republice, rozprostírající se severně od soutoku Moravy a Dyje, na území tzv. Dyjského trojúhelníku. Kromě těchto dvou řek, resp. silničky vedoucí nedaleko řeky Dyje, ji ohraničuje ještě silnice II/425, částečně i Kyjovka se Svodnicí v okolí Lanžhotu a město Břeclav. Vyznačuje se především velkým množstvím vodních kanálů, slepých ramen řek i vodních toků a tůněmi. Lužní lesy jsou zde doplněny solitérně rostoucími stromy. Celková rozlohy obory dosahuje 4232 ha, přičemž 3395 ha zaujímají lesy, 532 ha zemědělské plochy (zejména louky) a zbývajících 305 ha vodní a další plochy.
Počátky obory lze datovat do roku 1872, kdy Lichtenštejnové nechali oplotit území okolo řeky Moravy, čímž chtěli znemožnit zde chovaným jelenům vycházet do okolních polí. Dnes je obora v majetku Lesů České republiky, s.p. a chová se zde především jelen lesní, daněk evropský, srnec obecný a prase divoké.
Ze solitérních stromů, které v oboře rostou, stojí za zmínku zejména habr obecný při cestě na Pohansko, který se svojí výškou 15,5 m a obvodem kmene 482 cm patří k nejmohutnějším jednookenným habrům v Evropě. Zajímavá je i 11,5 m vysoká hrušeň polnička, rostoucí u vojenského bunkru u Pohanska, s obvodem kmenu 303 cm či zřejmě nejmohutnější strom v oblasti, dub letní na louce u hradiště Pohansko, jenž dosahuje výšky 27 m a obvodu kmene 806 cm.

## Stavby a další pamětihodnosti

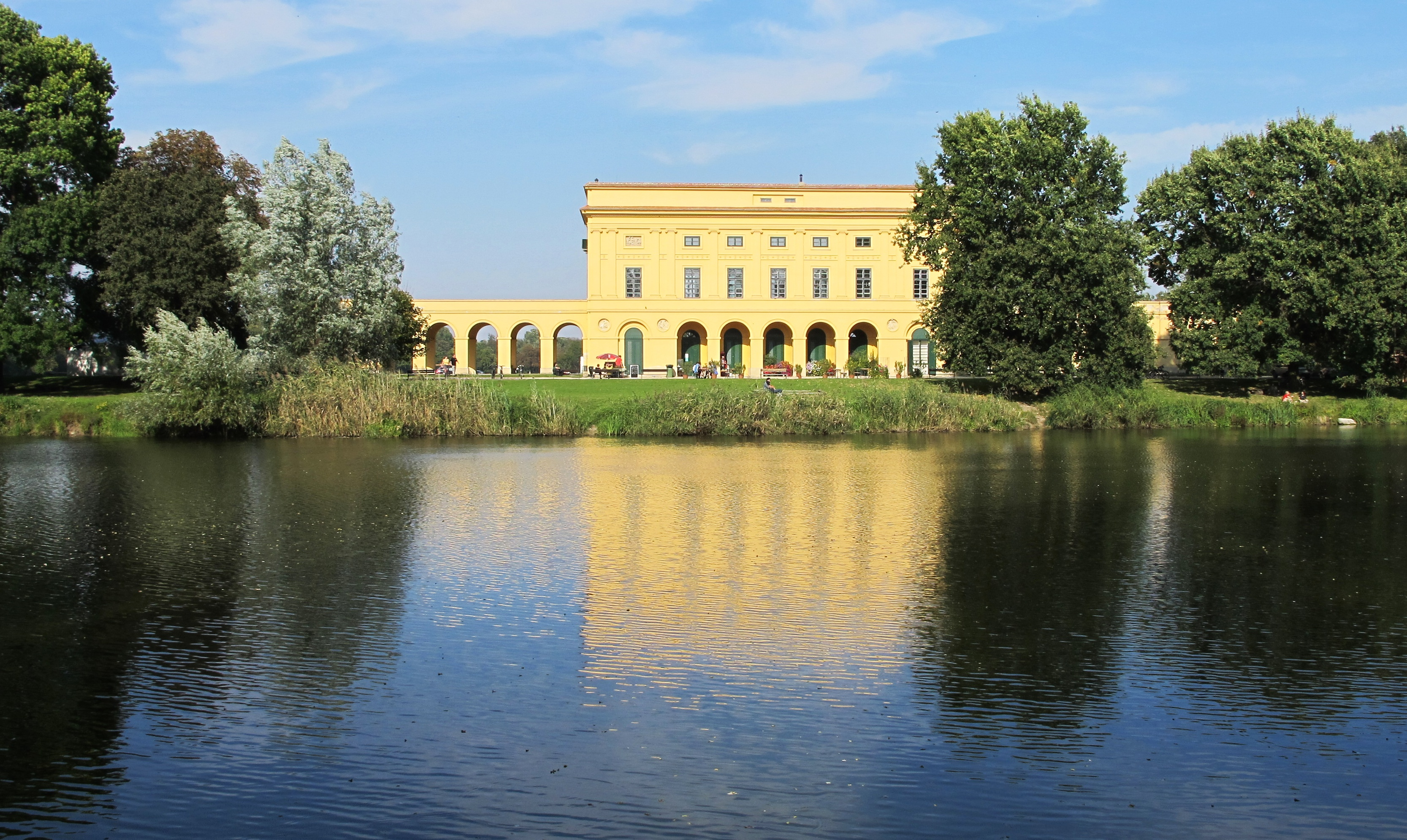
Zámeček Pohansko

V oboře se nachází dvojice maloplošných chráněných území – NPR Ranšpurk a NPR Cahnov–Soutok. Kromě toho zde byla vystavěna řada samot, přičemž k těm nejznámějším a nejzajímavějším patří lovecké zámečky Pohansko a Lány či historická lovecká chata Dúbravka (v minulosti nazývaná Malý ruský dům), Ruský dům (též Velký ruský dům) z roku 1871 a zaniklý na konci války v roce 1945 či zrekonstruovaný seník u Cahnovského pralesa.
Před druhou světovou válkou byla v oboře a okolí vybudována řada bunkrů, sloužících ke střežení hranice. V jednom takovém, nedaleko zámečku Pohansko, je umístěno Muzeum Československého opevnění. Naproti zámečku bylo archeology objeveno staroslovanské hradiště ze 6.–10. století.

## Dostupnost
Po značených turistických stezkách je přístupná pouze severní část obory. Od Břeclavi sem vede zelená turistická stezka, která ovšem u zámečku Pohansko uhýbá doprava a přes rozcestí Nad Německými loukami se stáčí k železniční stanici Boří les. Od Břeclavi přichází také trasa NS Pohansko, končící u zámečku Lány. Ostatní části obory jsou přístupné pouze po neznačených cestách, přičemž zejména ty v jižní části u soutoku Dyje s Moravou mohou být především v jarních měsících neprůchozí.